# Klubowe Mistrzostwa Świata w Wędkarstwie Spławikowym (2023)
Klubowe Mistrzostwa Świata w Wędkarstwie Spławikowym – klubowe mistrzostwa Świata w wędkarstwie spławikowym, które odbyły się w dniach 22-23 lipca 2023 na Zbiorniku Kluczbork w Ligocie Górnej.
Były to drugie mistrzostwa klubowe tej rangi rozegrane w Polsce (w 2010 areną zmagań był Poznań i jezioro Maltańskie). Gospodarzem był Okręg PZW w Opolu. W zawodach wzięli udział m.in. Alan Scotthorne (pięciokrotny indywidualny mistrz świata) i Anja Groot (czterokrotna indywidualna mistrzyni świata kobiet). Startowało 36 drużyn z 22 krajów (z Polski dwie drużyny: Robinson Team oraz Traper Siedlce).
Wyniki:
- 1. miejsce: Lenza Emiliana Tubertini Włochy,
- 2. miejsce: Crazy Boys – Maver Czechy,
- 3. miejsce: HSV de Karper Voerendaal Tinca Holandia[1].